# Judge Advocate General's Corps
Pour les articles homonymes, voir JAG.
Ne doit pas être confondu avec United States Navy Judge Advocate General's Corps.
Le Judge Advocate General's Corps (JAG, que l'on peut traduire en français par « Corps du juge-avocat général ») est l'Office de la justice militaire qui fournit les conseils juridiques, les auditeurs (procureurs militaires) et les juges aux tribunaux militaires américains. Il s'agit de la justice militaire des différentes forces armées des États-Unis : l'US Navy, l'US Army, l'US Air Force, l'US Marine Corps et l'US Coast Guard. Ces deux derniers corps d'armée n'ont pas de corps judiciaires spécifiques et les juge-avocats conservent ainsi leur statut d'officier de ligne, alors que ceux de l'Army, de la Navy, et de l'Air Force ne servent que dans un cadre juridique. 
Ils sont chargés de la défense ou de la mise en accusation de militaires qui auraient contrevenu au Uniform Code of Military Justice. Les officiers du JAG sont les officiers supérieurs des cours martiales et des commissions d'enquête. Les juristes du JAG fournissent également gratuitement un large éventail de services juridiques à leurs membres et soutient les opérations de combat en informant les commandants sur le droit des conflits armés.

## Droit militaire
Aux États-Unis, toutes les affaires internes de justice militaire sont régies par le Code unifié de justice militaire (CUJM). Celui-ci s'applique à tous les membres des armées américaines, ainsi qu'aux membres d'autres agences fédérales, telles que la National Oceanic and Atmospheric Administration (NOAA) ou le corps des services de santé publique (PHSCC), lorsqu'elles sont rattachées à l'armée. Le CUJM est entré en vigueur en 1951 par une loi fédérale afin de créer une justice militaire uniforme et cohérente pour les tribunaux militaires de l'ensemble des forces armées.
En plus du CUJM, le personnel militaire est soumis aux termes de la constitution, au droit fédéral et, le cas échéant, au droit de l'État où il se trouve (lorsqu'il est en service aux États-Unis, à moins qu'il ne soit stationné sur une base militaire sous juridiction fédérale exclusive).

## Cour martiale
La cour martiale instruit les affaires judiciaires impliquant les forces armées. Elle est composée d'un panel d'officiers sélectionnés qui possède les mêmes attributions qu'un jury civil. Le CUJM définit trois types de cours martiales : la cour générale, la cour spéciale et la cour en référé.

## Procédure d'appel
Le CUJM prévoit plusieurs degrés d'appel. Tous les cas sont examinés par le militaire commandant convoquant la cour qui, de par ses prérogatives, peut approuver, refuser ou modifier le verdict et la peine énoncés par le jury. Il ne peut pas approuver un verdict de culpabilité pour une infraction dont l'accusé a été acquitté, ni augmenter la peine prononcée. Un militaire reconnu coupable et condamné peut néanmoins présenter une demande de clémence au commandant avant que ce dernier ne valide la sentence de la cour martiale.